# Drosophila cordeiroi
Drosophila cordeiroi är en tvåvingeart som beskrevs av Brncic 1978. Drosophila cordeiroi ingår i släktet Drosophila och familjen daggflugor.
Artens utbredningsområde är Brasilien.